# Franz Willinger
Franz Willinger (* 7. Oktober 1926 in Wien; † 24. Februar 1988 in Graz) war ein österreichischer Politiker (SPÖ) und Gewerkschaftssekretär. Er war von 1971 bis 1983 Abgeordneter zum Nationalrat.
Willinger besuchte nach der Pflichtschule die Höhere Bundeslehranstalt für Maschinenbau in Mödling und schloss seine Schulbildung mit der Matura ab. Er arbeitete von 1947 bis 1955 als technischer Angestellter und wurde 1955 Sekretär der Gewerkschaft der Privatangestellten (GPA) in Wien. 1960 stieg er zum Landessekretär der Gewerkschaft der Privatangestellten in der Steiermark auf. Willinger war von 1964 bis 1971 Vizepräsident der Kammer für Arbeiter und Angestellte der Steiermark und vertrat die SPÖ vom 4. November 1971 bis zum 18. Mai 1983 im Nationalrat. Er starb fünf Jahre später in Graz.